# Narcine bancroftii
Narcine bancroftii of kleine stroomrog is een kraakbeenvis, een soort uit het geslacht Narcine en de familie van de stroomroggen (Narcinidae) die voorkomt in een kustgebieden van het oostelijk deel van de Atlantische Oceaan  voor de kust van Frans Guyana en Suriname tot aan de Noord Carolina (Verenigde Staten).

## Beschrijving
Het is een stroomrog die hoogstens 60 cm wordt. Deze stroomrog komt voor in de getijdenzone op geringe diepte (max. 35 m) op zachte, modderige zeebodems.  De rog is bijvangst van de sleepnetvisserij gericht op garnalen. Voor de visserij is de rog van weinig waarde; de roggen gaan overboord, maar de overleving is gering. Aangetoond is dat het aantal van deze roggen tussen 1972 en 2005 is afgenomen met 95-99,5% (8,5-15% achteruitgang per jaar) in het noordelijk deel van de Golf van Mexico. Op meer plaatsen zijn vergelijkbare grote dalingen in het bestand gevonden. Narcine bancroftii staat daarom als kritiek (ernstig bedreigd) op de internationale Rode Lijst van de IUCN.